# Зимбабвийско-намибийские отношения
Зимбабвийско-намибийские отношения — двусторонние дипломатические отношения между Зимбабве и Намибией. 

## История
В 1980-е годы Зимбабве оказывало помощь повстанцам СВАПО в их борьбе за независимость Намибии от ЮАР. В марте 2014 года посол Намибии в Зимбабве сделала заявление, что правительство распорядилось выделить 5000 литров воды и два вертолета для ликвидации последствий наводнения в Зимбабве. В ноябре 2017 года власти Намибии выражали озабоченность по поводу произошедшего военного переворота в Зимбабве и призвали все стороны не допускать проявлений насилия.

## Торговля
В 1991 году страны начали вести переговоры по заключению льготного торгового соглашения, которое было подписано в 1993 году. Зимбабве не является членом Южноафриканского таможенного союза, поэтому подписание с Намибией льготного торгового соглашения упростило торговлю этих крупных экономических партнёров. Торговый баланс между странами сложился в пользу Зимбабве. Основной экспорт Намибии в Зимбабве: рыба и рыбные продукты. С 1993 по 1995 год экспорт рыбы из Намибии в Зимбабве увеличился с 5,9 млн. долларов Намибии до 15,4 млн. долларов Намибии. Кроме того, экспортируются металлические ткани, вода, пиво, молочные продукты, мясо, ткани, пшеница и рис. Импорт Намибии из Зимбабве: сахар и кондитерские изделия, древесина и изделия из дерева, мясные продукты, металлические ткани, пшеница, овощи и электрические изделия. В 1996 году Зимбабве поставило товаров в Намибию на сумму 20,9 млн. долларов Намибии.
В ноябре 2011 года представители правительств Намибии и Зимбабве провели встречу в Уолфиш-Бее. Согласно приведенным на встрече данным, объем поставок товаров из порта Уолфиш-Бея в Зимбабве составляет до 2500 тонн в месяц. Основную часть импорта товаров составляют автомобили из Объединённых Арабских Эмиратов и текстиль. Также через этот порт в Зимбабве нелегально поступают доллары США. В 2014 году Намибия импортировала товаров в Зимбабве на сумму 9 млн. долларов США.